# El Siscar
El Siscar es un núcleo urbano del municipio de Santomera, en la comarca de la Huerta de Murcia, en la Región de Murcia, España. Tiene una extensión de 8 km².  

## Toponimia
El nombre de El Siscar procede de sisca (carrizo), una planta gramínea que se da en terrenos húmedos. Este lugar, hasta finales del siglo XVI estaba frecuentemente encharcado y en el abundaban estas plantas, de ahí el nombre de la población.

## Ubicación
Se encuentra a unos 2 kilómetros al este de Santomera, unida por la carretera Nacional 340 lindando con La Aparecida, Orihuela y La Matanza y a 19 km al este de la ciudad de Murcia.
Este pequeño pueblo está situado a 33 m s. n. m. de altitud al noreste de la provincia de Murcia y linda con la provincia de Alicante.

## Geografía física
Al norte de El Siscar se sitúa la sierra de la Cobatilla.
Parajes de interés son el Coto Guillamón y el Cabezo de la Mina.
El Embalse de Santomera se encuentra en sus proximidades. 

## Geografía humana

### Demografía
Cuenta con aproximadamente 1200 habitantes.

### Economía
La mayor parte de la población se dedica la agricultura, sobre todo limoneros que llenan los huertos.    
El sector industrial está basado en el tratamiento de la fruta con los procesos de almacenaje, transporte, comercio y posterior venta.    

## Historia
En el Cabezo de la Mina se han encontrado restos arqueológicos del segundo milenio A.C. de lo que podría ser un asentamiento argárico.
Los musulmanes dejaron su legado en las acequias y otras infraestructuras hidráulicas, sobre todo, en los restos del Molino de Bendamé. 
Fue reconquistada por los cristianos en el siglo XIII, pero quedaría como frontera entre la Corona de Aragón y la de Castilla.
En 1713 se construyó una pequeña ermita y a partir de entonces empezaría a aumentar la población. En 1861 contaba con 200 habitantes dispersos por la huerta.
En la década de los años 1920 del siglo XX se construyó la carretera  N-340 que comunicaba las provincias de Alicante y de Murcia.
En 1978 El Siscar se unió a Santomera y Las Matanzas en el municipio de Santomera, hasta entonces perteneciente a Murcia.

## Equipamientos
- CEIP Madre Esperanza
- Teatro El Siscar
- Casa sociocultural Príncipe Felipe[6]
- Campo municipal El Siscar
- Parque infantil
- Parroquia católica Nuestra Señora de Los Ángeles
- Comercios

## Fiestas
Tienen un marcado carácter popular y se realizan en honor a la Patrona, Nuestra Señora de los Ángeles, entre finales de julio y principios de agosto. Dicha festividad cuenta con muy buenas actividades, como el reparto de monas, el desfile de carrozas y la procesión en honor a la Virgen de los Ángeles.